# Rhyssemus granulosocostatus
Rhyssemus granulosocostatus är en skalbaggsart som beskrevs av Clouet 1901. Rhyssemus granulosocostatus ingår i släktet Rhyssemus och familjen Aphodiidae. Inga underarter finns listade i Catalogue of Life.